# Sagan om konungens återkomst (film)
Sagan om konungens återkomst (engelska The Lord of the Rings: The Return of the King) är ett amerikanskt-nyzeeländskt fantasy-äventyrsfilm från 2003 i regi av Peter Jackson med Elijah Wood i huvudrollen. Filmen hade Sverigepremiär den 17 december 2003 och är den tredje delen av tre av Härskarringen. Filmmanuset är skrivet av Frances Walsh, Philippa Boyens och Peter Jackson som är baserad på boken Sagan om ringen av J.R.R. Tolkien.
Filmen skildrar slutskedena av Ringens krig, där Sauron, i ett sista försök att erövra Midgård, skickar ut sina starkaste och vidrigaste trupper och monster för att ödelägga Gondors huvudstad, Minas Tirith. Det är upp till Gandalf, Théoden och Gondors sanne kung, Aragorn att försvara staden. Trots detta hänger Midgårds öde helt på ringbäraren, Frodo, och hans trogne vän Sam Gamgi, då de både måste utstå den förrädiske Gollum och samtidigt bära ringen till den plats den skapades, Domedagsbergets eldar, och förstöra den en gång för alla.
Filmen hyllades stort av både kritiker och publik världen över och blev också en enorm kassasuccé, med intäkter på över 1 miljard dollar. Filmen belönades med hela elva Oscars, något som bara filmerna Ben-Hur och Titanic hade lyckats med tidigare. Bland statyetterna inkluderades kategorin bästa film, vilket gjorde Konungens återkomst till den enda filmen i sin genre att vinna det priset, fram till Guillermo del Toros film The Shape of Water som hade premiär 2017.

## Handling
Filmen börjar med en inblick i hur Sméagol fann ringen och sedan långsamt förvandlades till den groteska varelsen Gollum. 
Senare tar filmen vid där Sagan om de två tornen slutade. Merry och Pippin återförenas då Gandalf, Aragorn, Gimli, Legolas, Théoden och Éomer rider till det raserade Isengård, där enten Lavskägge är herre nu. Pippin finner en palantir, och då han ser i den får Sauron syn på honom. Tack vare Pippin får de en inblick i Saurons planer, och Gandalf och Pippin ger sig av till den vita staden, Minas Tirith. Minas Tiriths rikshovmästare Denethor tror dock att Gandalf och Aragorn är ute efter att avsätta honom, och litar inte på sin yngste son Faramir. Då staden Osgiliath tas över av orcherna skickar Denethor sin son på ett självmordsuppdrag, att ta tillbaka staden. Den ende som överlever det anfallet är Faramir som dock blir svårt sårad och Denethor tror att han är fallit. 
Théoden, Aragorn, Gimli, Legolas, Éowyn och Merry rider mot Gondor för att hjälpa till i den kommande striden. En natt kommer Elrond med bud från Arwen till Aragorn. Elrond har med sig svärdet Narsil, som har smitts ihop till ett mäktigt vapen vid namn Andúril. Elrond ger också Aragorn i uppdrag att lägga sig i bakhåll för kaparna från Umbar som tänker sätta in nådastöten mot Gondors trupper. Aragorn, Gimli och Legolas måste få de dödas kung att följa med dem. Resten av armén fortsätter mot Minas Tirith. Läget ser hopplöst ut när staden attackeras av en enorm armé av orcher, troll och onda män på över 300 000 man. Under natten använder Mordors styrkor en jättelik murbräcka kallad Grond mot Minas Tiriths portar och stormar in i staden. Denethor vill bränna sig själv och Faramir levande, men Gandalf och Pippin hindrar honom. Faramir överlever, men Denethor faller brinnande ned från stadens murar. 
På morgonen anländer Théoden och Rohirrim vid Pelennors fält. Trots att fienden är 50 gånger fler än vad de är bestämmer sig Théoden för att anfalla. Kungen eggar upp ryttarna till ett bärsärkarraseri och rider rakt in i Saurons armé från flanken; slaget vid Pelennors fält inleds. Orcherna som hela tiden spelat på människornas rädsla förvirras av de dödsföraktande Rohirrim och överrumplas fullständigt. En fjärdedel av Saurons armé förgörs i framstöten och en stor del tar till flykten. Men innan Théodon kan rida in och säkra Minas Tirith anfalls de av Harads soldater på sina jättelika olifanter. Under anfallet attackeras Théoden av häxmästaren av Angmar, han som högg Frodo på Väderklint, och hans vingbest. Trots att både vingbest och häxmästare dräps av Éowyn med hjälp av Merry, avlider Théoden av sina skador. Mitt i slaget anländer Aragorn, Gimli och Legolas med deras armé av döda och gör rent hus. Legolas lyckas med konststycket att ensam fälla en olifant. Aragorn förklarar att de dödas armé har uppfyllt sin ed och de skingras med vinden. Då slaget på Pelennors fält är vunnet beger sig armén med Aragorn, Gimli, Legolas, Èomer, Merry, Pippin och Gandalf till de svarta portarna för att vända Mordors uppmärksamhet från ringbäraren, Frodo.
Frodo och Sam har med Gollums hjälp kommit till Minas Morgul där de bevittnar när Häxmästaren av Angmar leder sin orcharmé mot Gondor. Vid fästningen hittar de en trappa som leder in till Mordor. Gollum lurar iväg Sam och leder in Frodo i Honmonstrets håla. Honmonstret hinner ifatt Frodo och sticker honom, och då Sam inser att han blivit lurad går han in Honmonstrets håla. Han lyckas skrämma iväg Honmonstret, men när han ser Frodo ligga på marken tror Sam att han är död och tar ringen i besittning. 
Frodo plockas upp av ett gäng orcher. Sam följer efter och lyckas rädda Frodo, och tack vare Gandalfs manöver vid svarta portarna kan de ta sig fram till Domedagsklyftan. När Frodo var för svag för att orka fortsätta på egen hand, gav han upp och lade sig ner på marken. Sam som hade krafter kvar och vägrade ge upp fick bära Frodo på ryggen den sista biten till Domedagsklyftan. Väl där gör sig Frodo klar att kasta ringen ner i elden, men han blir frestad av ringens kraft och sätter på sig den själv. Gollum anfaller plötsligt och biter av Frodos finger för att ta tillbaka ringen. I det följande slagsmålet faller både Gollum och Frodo nerför kanten. Frodo lyckas klamra sig fast på klippkanten medan Gollum störtar ner i lavan med ringen i sin hand. Medan Sam drar upp Frodo till säkerhet smälter ringen och Sauron utplånas en gång för alla. När orcherna vid svarta portarna inser vad som hänt flyr dem fältet, men den följande jordbävningen slukar de flesta av Saurons trupper och Mordor raseras. Frodo och Sam flyr klyftan som täcks av lava, men blir fast på en klippa omgiven av lava. De plockas sedan upp av Gandalf som kommer ridande på en stor örn och tas till säkerhet på Vattnadal, där Frodo vaknar upp och återförenas med de resterande medlemmarna av Ringens brödraskap.
Aragorn blir krönt till kung av Gondor och återförenas med sin kärlek Arwen. Hoberna Frodo, Sam, Merry och Pippin återvänder hem till Fylke där Sam gifter sig med Rosa Kattun. Frodo är inte riktigt frisk sedan ringens förintelse, mestadels på grund av häxmästarens svärdsstick och alla trauman han fick genomlida. Därför lämnar han Midgård och reser med sin farbror Bilbo, Gandalf, Elrond, Galadriel och Celeborn till Grå hamnarna. Innan Frodo seglar vidare till Valinor säger han farväl till sina vänner och överlämnar till Sam Västmarks röda bok som beskriver deras äventyr. Trots sorgen av att Frodo lämnat Midgård hittar Sam ändå lyckan med sin nya familj.

## Utmärkelser
Sagan om konungens återkomst är en av de tre filmer som har belönats med 11 Oscar, samma antal som Ben-Hur och Titanic.
- bästa film - Peter Jackson, Barrie M. Osborne och Fran Walsh
- bästa regi - Peter Jackson
- bästa manus efter förlaga - Peter Jackson, Fran Walsh och Phillipa Boyens
- bästa filmmusik - Howard Shore
- bästa sång ("Into the west") - Fran Walsh, Howard Shore och Annie Lenox
- bästa klippning - Jamie Selkirk
- bästa scenografi - Alan Lee, Grant Major och Dan Hennah
- bästa kostym - Richard Taylor och Ngila Dickson
- bästa smink - Richard Taylor och Peter Swords King
- bästa ljud - Christopher Boyes, Michael Hedges, Michael Semanick och Hammond Peek
- bästa specialeffekter - Alex Funke, Jim Rygiel, Joe Letteri och Randall William Cook

## Rollista
| - Elijah Wood - Frodo Bagger - Ian McKellen - Gandalf - Liv Tyler - Arwen Undómiel - Viggo Mortensen - Aragorn - Sean Astin - Samwise "Sam" Gamgi - Cate Blanchett - Galadriel - John Rhys-Davies - Gimli / Lavskägge (röst) - Bernard Hill - Théoden - Christopher Lee - Saruman - Billy Boyd - Peregrin "Pippin" Took - Dominic Monaghan - Meriadoc "Merry" Vinbock - Orlando Bloom - Legolas - Hugo Weaving - Elrond Peredhel - Miranda Otto - Éowyn - David Wenham - Faramir - Brad Dourif - Gríma Ormstunga - Karl Urban - Éomer - John Noble - Denethor - Andy Serkis - Gollum / Sméagol - Ian Holm - Bilbo Bagger - Sean Bean - Boromir - Lawrence Makoare - Häxmästaren av Angmar / Gothmog - Paul Norell - De dödas kung - Marton Csokas - Celeborn - Bruce Spence - Saurons språkrör - Sala Baker - Sauron / Murgash - Alan Howard - Sauron (röst) | - Thomas Robins - Déagol - Bret McKenzie - Lindir - Bruce Hopkins - Gamling - Bruce Phillips - Grimbold - Alistair Browning - Damrod - Ian Hughes - Iorlas - Stephen Ure - Gorbag - Peter Tait - Shagrat - Harry Sinclair - Isildur - Sarah McLeod - Rosa Kattun - Alexandra Astin - Elanor Gamgi - Noel Appleby - Everard Storfoot Cameoroller - Peter Jackson - Kapare - Richard Taylor - Kapare - Gino Acevedo - Kapare - Rick Porras - Kapare - Andrew Lesnie - Kapare - Christian Rivers - Gondoriansk soldat i Minas Tirith - Royd Tolkien - Utbygdsjägare i Osgiliath - Howard Shore - Soldat i Edoras |